# Kompania łączności 1 Dywizji Piechoty Legionów
Kompania łączności 1 Dywizji Piechoty Legionów – pododdział łączności Wojska Polskiego.

## Historia kompanii
Wiosną 1932 została sformowana kompania telegraficzna 1 Dywizji Piechoty Legionów. Na stanowisko dowódcy kompanii wyznaczony został kapitan Adam II Dobrzański, a na stanowisko młodszego oficera kompanii porucznik Eugeniusz Korolkiewicz. W grudniu tego roku na stanowisko młodszego oficera kompanii przybył por. Wincenty Hegner.
Kompania stacjonowała w garnizonie Wilno i była organiczną jednostką łączności 1 Dywizji Piechoty Legionów.
Kompania miała prowadzić szkolenie według obowiązującej wówczas „Instrukcji wyszkolenia wojsk łączności” sygn. MSWojsk. Szefostwo Łączności L. dz. 900/tjn. Wyszk. 30.
Kompania miała dwa plutony, lecz nie posiadała radia. Pluton radio był mobilizowany w pułku radio w Warszawie i po zakończeniu mobilizacji przydzielony do dywizji. Dywizja nie posiadała wówczas organu zaopatrzenia i naprawy sprzętu łączności, czyli organu służby łączności.
30 kwietnia 1936 minister spraw wojskowych rozkazem G.M. 3013.I zatwierdził wzór i regulamin odznaki pamiątkowej kompanii telegraficznej 1 DP Leg.
Na podstawie rozkazu Dowództwa Łączności MS Wojsk. L. 3000/tjn. I.Org. z 11 października 1937 kompania telegraficzna 1 DP Leg.została przeorganizowana i przemianowana na kompanię łączności 1 DP Leg. W składzie kompanii został utworzony pluton radio.
Organizacja pokojowa kompanii łączności:
- dowódca kompanii (kapitan),
- drużyna dowódcy kompanii[a],
- I pluton telefoniczny,
- II pluton telefoniczny,
- III pluton radio,
- gołębnik polowy[16][6].

Etat przewidywał 4 oficerów, 14-18 podoficerów (zależnie od typu kompanii), 130-133 szeregowców, 14 koni wierzchowych, 18-20 koni pociągowych, 2 samochody ciężarowe, 2 motocykle, 8 rowerów i 60 gołębi pocztowych.
Organizacja pokojowa była dostosowana do zadań mobilizacyjnych i okazała się dobrą.
1 września 1938 uprawnienia dowódcze względem kompanii otrzymał szef łączności dywizji. Dowódcami (szefami) łączności 1 DP Leg. byli: kpt. dypl. łącz. Tadeusz Bastgen (1 III – XII 1929), mjr łącz. Władysław Buttowt-Andrzejkowicz (I 1930 – XII 1931), mjr łącz. Zygmunt Ireneusz Gordon (do IX 1939).
Do zadań kompanii należało szkolenie rezerw podoficerów i szeregowców jedynie na potrzeby własne. Poborowi byli wcielani bezpośrednio do kompanii. Etaty były tak skalkulowane, że dla zaspokojenia zapotrzebowań wojennych musiano powołać pod broń osiem roczników rezerwistów. Kandydaci na podoficerów służby czynnej z kompanii szkolili się w szkołach podoficerskich batalionów telegraficznych i pułku radio.
Wiosną 1939 kompania została podporządkowana pod względem wyszkolenia fachowego dowódcy 2 Grupy Łączności. Ze względu na szybki wybuch wojny dowództwo grupy nie odegrało powierzonej mu roli.
Zgodnie z uzupełnionym planem mobilizacyjnym „W” kompania łączności 1 DP była jednostką mobilizującą. Pod względem mobilizacji materiałowej była przydzielona do 1 pułku piechoty Legionów.
Dowódca kompanii był odpowiedzialny za przygotowanie całości mobilizacji jednostek wpisanych na tabelę mob. z wyjątkiem mobilizacji materiałowej, za którą był współodpowiedzialny razem z dowódcą 1 pułku piechoty Legionów. 
Dowódca kompanii był ponadto odpowiedzialny za przeprowadzenie mobilizacji:
- kompanii telefonicznej 1 DP,
- plutonu łączności Kwatery Głównej 1 DP,
- plutonu radio 1 DP,
- drużyny parkowej łączności 1 DP,
- samodzielnej drużyny gołębi pocztowych nr 15 (bez 2-go gołębnika)[c].

Wszystkie jednostki były mobilizowane w Wilnie, w alarmie, w grupie jednostek oznaczonych kolorem żółtym. 
Po zakończeniu czynności mobilizacyjnych kompania przekazywała: nadwyżki personelu i materiału koleją do Ośrodka Zapasowego Telegraficznego „Lublin”, natomiast nadwyżki koni i środków przewozowych do 1 pp Leg.
Jednostki zmobilizowane przynależały pod względem ewidencyjnym do OZ Telegraficznego „Lublin” z wyjątkiem plutonu radio 1 DP, który przynależał do Ośrodka Zapasowego Radio w Warszawie.
23 sierpnia 1939 została zarządzona mobilizacja jednostek „żółtych” na terenie Okręgu Korpusu Nr III. Początek mobilizacji został wyznaczony na godz. 6.00 następnego dnia.
Jednostki łączności 1 DP były formowane według organizacji wojennej L.3124/mob.org., ukompletowane zgodnie z zestawieniem specjalności L.3124/mob.AR oraz uzbrojone i wyposażone zgodnie z wojennymi należnościami materiałowymi L.3124/mob./mat.
Pluton łączności Kwatery Głównej 1 DP przeznaczony był do obsługi dowództwa dywizji, kompania telefoniczna przeznaczona do budowy i obsługi polowej sieci telefonicznej (z kabla polowego), a drużyna parkowa łączności odpowiadała za zaopatrzenie, naprawę i ewakuację sprzętu łączności.
Pluton radio 1 DP był formowany według organizacji wojennej L.3121/mob.org., ukompletowany zgodnie z zestawieniem specjalności L.3121/mob.AR oraz uzbrojony i wyposażony zgodnie z wojennymi należnościami materiałowymi L.3121/mob./mat.
Samodzielna drużyna gołębi pocztowych nr 15 była formowana według organizacji wojennej L.3681/mob.org., ukompletowana zgodnie z zestawieniem specjalności L.3681/mob.AR oraz uzbrojona i wyposażona zgodnie z wojennymi należnościami materiałowymi L.3681/mob./mat.
W czasie kampanii wrześniowej jednostki łączności z plutonem radio walczyły w składzie macierzystej dywizji, natomiast samodzielna drużyna gołębi pocztowych nr 15 została przeznaczona do odwodu Naczelnego Wodza.

## Kadra kompanii
Dowódcy kompanii
- kpt. łącz. Adam II Dobrzański (III 1932 – 31 VIII 1933[41])
- kpt. łącz. Wacław Woronowicz (1939)
- por. łącz. Władysław Mika (IX 1939)

Obsada personalna kompanii łączności 1 DP w marcu 1939
- dowódca kompanii – kpt. łącz. Wacław Woronowicz
- dowódca plutonu telefonicznego – por. łącz. Jan Karol Stankowski
- dowódca plutonu radio – por. łącz. Stefan Bernard Czernik

Obsada personalna jednostek łączności 1 DP i plutonu radio we wrześniu 1939
- dowódca kompanii telefonicznej 1 DP – por. łącz. Władysław Mika
- dowódca plutonu – pchor. / ppor. łącz. Józef Orechwo
- dowódca plutonu – ppor. łącz. rez. Franciszek Umiastowski[d]
- dowódca plutonu łączności KG 1 DP – por. łącz. Jan Karol Stankowski
- dowódca plutonu radio 1 DP – por. łącz. Stefan Bernard Czernik[e]
- dowódca drużyny parkowej łączności 1 DP – NN

Funkcja nieznana
- ppor. łącz. rez. Józef Godlewski †1940 Charków[44]
- ppor. łącz. rez. Michał Paszkiewicz †1940 Charków[45]